# Australian Open 2014 – čtyřhra vozíčkářek
Obhájcem titulu v soutěži čtyřhry vozíčkářek na Australian Open 2014 byl nizozemský pár Jiske Griffioenová a Aniek van Kootová.
Vítězkami se staly první nasazené japonsko-britské hráčky Jui Kamijová a Jordanne Whileyová, které ve finále udolaly nizozemský pár Marjolein Buisovou a Jiske Griffioenovou ve třech setech poměrem 6–2, 6–7 a 6–2 a získaly tak první společný grandslamový titul.

## Nasazení hráčů
1. Jui Kamijová /  Jordanne Whileyová (vítězky)
2. Marjolein Buisová /  Jiske Griffioenová (finále)

## Pavouk
| Legenda                                                       |                                                                        |                                                   |
| - Q – kvalifikant - WC – divoká karta - LL – šťastný poražený | - Alt – náhradník - SE – zvláštní výjimka - PR/SR – žebříčková ochrana | - w/o – bez boje - r – skreč - d – diskvalifikace |

### Hra
|  | Semifinále | Semifinále                                 | Semifinále                           | Semifinále | Semifinále |                                 |                                   | Finále | Finále | Finále | Finále | Finále |
|  |            |                                            |                                      |            |            |                                 |                                   |        |        |        |        |        |
|  | 1          | Jui Kamijová Jordanne Whileyová            | 6                                    | 7          |            |                                 |                                   |        |        |        |        |        |
|  |            | Sabine Ellerbrocková Kgothatso Montjaneová | 4                                    | 64         |            |                                 |                                   |        |        |        |        |        |
|  |            | Sabine Ellerbrocková Kgothatso Montjaneová | 4                                    | 64         | 1          | Jui Kamijová Jordanne Whileyová | 6                                 | 63     | 6      |        |        |        |
|  |            |                                            |                                      |            |            | Jui Kamijová Jordanne Whileyová | 6                                 | 63     | 6      |        |        |        |
|  |            | 2                                          | Marjolein Buisová Jiske Griffioenová | 2          | 7          | 2                               |                                   |        |        |        |        |        |
|  |            | 2                                          | Marjolein Buisová Jiske Griffioenová | 2          | 7          | 2                               | Lucy Shukerová Sharon Walravenová | 3      | 1      |        |        |        |
|  |            |                                            |                                      |            |            |                                 | Lucy Shukerová Sharon Walravenová | 3      | 1      |        |        |        |
|  | 2          | Marjolein Buisová Jiske Griffioenová       | 6                                    | 6          |            |                                 |                                   |        |        |        |        |        |